# ミハエル・アンデ
ミハエル・アンデ（Michael Ande、1944年10月5日 - ）は、バイエルン州バート・ヴィースゼー（Bad Wiessee）生まれのドイツの俳優。ミヒャエル・アンデとも表記される。

## 来歴
1950年代の旧西ドイツ映画界で子役として活躍。日本でもコンスタントに映画が公開され、人気を博した。今でも日本では子役時代のイメージが強いが、ドイツ本国では1960年代以降も主にテレビドラマと舞台に活動の場を移して俳優を続けており、現在も活躍中。
成人してからは海外俳優のドイツ語吹き替えも多く務めている。

## 主な出演映画
| 公開年 | 邦題 原題                                            | 役名              | 備考 |
| ------ | ---------------------------------------------------- | ----------------- | ---- |
| 1955   | わが青春のマリアンヌ Marianne, meine Jugendliebe     | Klein-Felix       |      |
| 1956   | 菩提樹 Die Trapp-Familie                             | 1. Kind von Trapp |      |
| 1957   | 野ばら Der Schönste Tag meines Lebens                | トニ              |      |
| 1958   | スターリングラードからの医者 Der Arzt von Stalingrad | Sergej            |      |
| 1958   | 続・菩提樹 Die Trapp-Familie in Amerika              | 7. Kind           |      |
| 1959   | ほがらかに鐘は鳴る Wenn die Glocken hell erklingen   | マイケル          |      |